# 裴嶷
裴 嶷（はい ぎょく、生没年不詳）は、五胡十六国時代の政治家。慕容廆に仕えた漢人参謀。字は文冀。本貫は河東郡聞喜県。出自は東眷裴氏（名族である河東裴氏の支族にあたる）。

## 生涯

### 西晋の時代
始め西晋に仕え、昇進を重ねて中書侍郎に任じられた。その後、給事黄門郎・滎陽郡太守に移った。
永嘉の乱により天下が乱れると、兄の裴武が玄菟郡太守だった事から、自ら志願して同じ平州にある昌黎郡太守となった。
昌黎郡に着任したが、間もなく裴武が亡くなった。ちょうど朝廷に召還されたこともあり、裴嶷は裴武の子の裴開を連れ、裴武の棺を伴って喪の為に南へ向かった。その途上で、慕容廆の領土を通りかかると、慕容廆は裴嶷を敬い礼遇し、彼が去るときには厚く贈り物をした。その後、裴嶷は遼西まで到達したものの、道が断絶して先へ進めなくなったため、方針を転換して裴開と共に慕容廆の傘下に入ろうと考えた。しかし、裴開はこれに反対して「我等の郷里は南であるのに、どうして北へ向かうのです！もしも、流浪の身となって異郷に留まるとしても、強盛を誇っている段氏の下に行くべきです。慕容氏は弱勢なのに、どうしてこれに就くというのですか！」と言った。これに裴嶷は「中原の大乱はさらに悪化するであろう。それに故郷は遠く、安全に通れるのを待っていては、いつになるやもわからぬ。故郷へ戻る事よりも、この地に留まる事を考えるべきであり、その為には相手を選ぶことが肝腎である。汝は段氏の輩が遠大な展望を持ち、礼をもって士卒を侍らせられると思うのか！慕容公（慕容廆）は仁を修めて義を行い、覇王の志を持っている。さらに、その国は充足しており、民の暮らしは安定している。今、彼の下へ赴けば、功名を立てることも宗族を庇護することもできるのだ。汝はつまらぬ疑念を抱くでない！」と叱責したので、裴開もこれに従った。彼等が戻って来たのを知ると、慕容廆は大喜びで出迎えた。

### 慕容廆の謀臣
建興元年（313年）、謀主に任じられた。この時期、乱を避けて遼東へ流れてくる士人が多くいたが、みな慕容廆につくべきかどうか迷っていた。裴嶷はこれらの諸士を纏め上げて傘下に引き入れ、慕容廆の覇業を推し進めたので、慕容廆よりその働きぶりを大いに称賛された。
大興元年（318年）3月、裴嶷は慕容廆へ「晋室は衰えて江東へ追いやられ、その威徳は遠方まで及びません。中原の動乱を救済するには、明公（慕容廆）といえども力不足です。今、諸部は各々軍備を擁しているとは言え、頑愚な連中の集まりですから、次第に蚕食していくべきです。これらを併合して領土を増やし、西方を平らげる足掛かりとしますように」と進言すると、慕容廆は「壮大な計画であり、我には考えもつかなかった。君は朝廷においては名の知られた名士なのに、我を僻遠の出身と侮らずに教授してくれる。我に国を興させるため、天が君を下賜してくれたのだろうな」と喜んだ。こうして裴嶷は長史（参謀や相談役に相当）に任じられ、軍務と国政の謀略を全て委ねられた。裴嶷は遼東・遼西に割拠する弱小の部族から順を追って勢力下に引き入れ、少しずつ慕容廆の勢力を拡大させていった。
大興2年（319年）12月、宇文部の大人宇文遜昵延が数十万を率いて本拠地の棘城に襲来すると、内外の人々は動揺した。慕容廆が裴嶷へ対応策を問うと、裴嶷は「遜昵延（宇文遜昵延）は大軍を擁してはおりますがその軍に号令はなく、もし精兵を率いて隙に乗ずれば必ず捕らえる事が出来るでしょう」と語った。慕容廆は裴嶷と嫡子の慕容皝に精鋭を与えて先鋒とし、自身は大軍を率いて後続となった。宇文遜昵延は慕容廆が籠城するとばかり思い込んでおり、全く備えをしていなかったため、その襲来に驚いて慌てて全軍を出陣させた。この時、慕容廆の庶子である慕容翰は別動隊を率いて城外におり、この隙を突いて宇文遜昵延の陣営へ突入して焼き払っていった。これにより宇文部軍は大混乱に陥って大敗し、宇文遜昵延は体一つで逃げ出した。こうして慕容廆は敵の兵卒のほとんどを捕虜とし、更に宇文部に代々伝わる皇帝の玉璽三紐を手に入れた。

### 東晋へ出使
慕容廆は東晋朝廷に今回の勝利を報告することにした（慕容部は東晋に従属している）が、その使者として裴嶷を抜擢した。裴嶷はこれに従い、宇文部から奪った玉璽を携えて江東へ向かった。
大興3年（320年）3月、裴嶷は建康に無事到着した。当初、東晋朝廷は慕容廆の勢力が遠方にあり、また彼の事を東夷の末裔に過ぎないと考えていた事から、軽い処遇だけで済ませようと考えていた。だが、裴嶷は慕容廆の威徳を盛んに称え、彼が賢人・俊才を重用していると述べたので、これ以降考えを改めるようになった。
帰還の折、元帝は裴嶷へ建康に留まって東晋に仕えるよう要請したが、裴嶷は辞退して「臣は代々朝廷の恩を蒙っておりますが、遠方におります。今朝廷に参じる機会を得る事が出来ましたが、また詔を賜って京（都である建康の事）に留まるように命ぜられたことは臣個人として大いなる幸福です。皇居が遷ってから（西晋が滅んで東晋に代わった事を指す）後、龍驤将軍（慕容廆）は遠方にありながらも王室に心を捧げ、その義は天地を感動させております。中原の地を平らげて皇輿（皇帝の乗る輿）を迎えんとしており、そのために使臣を遣わして万里の遠方から表を奉じたのです。にもかかわらず今もし臣を留めてしまえば、必ずや国家は遠方を蔑ろにしたのだと周囲に考えさせてしまうことになるでしょう」と述べた。元帝は「卿の言うとおりである」と述べ、裴嶷を帰還させると共に、東晋の使者を裴嶷に随行させ、慕容廆を監平州諸軍事・安北将軍・平州刺史に任じて2千戸を加増させる旨を伝えた。

### その後
大興4年（321年）12月、慕容廆が東晋より遼東公に冊封されると、改めて長史に任じられた。
後に遼東相に任じられた。
太寧4年（325年）1月、宇文部の大人宇文乞得亀が慕容部に襲来すると、慕容廆は慕容皝に迎撃を命じた。裴嶷を右部都督に任じられてこれに従軍し、拓跋部と段部の兵を指揮して軍の右翼となり、慕容皝・左翼の慕容仁と共に敵軍を大いに破った。この戦勝により重宝を尽く獲得し、畜産は百万を数えた。また、帰順した人民は数万に上った。
その後、時期は不明だが楽浪郡太守に転任している。以後の事績は明らかになっていない。

## 人物・評価
清廉で誠実な人物であり、政治・謀略いずれにも才覚があったという。
慕容廆からの信頼は絶大であり、彼は群臣へ「裴長史（裴嶷の事。長史は役職）は朝廷において重んじられていたにもかかわらず、この地にやって来た。天が我に授けたものに他ならぬ」と語り、彼を称賛していたという。

## 家系

### 祖父
- 裴輯 - 東眷裴氏の祖。さらにその父は裴茂。

### 父
- 裴昶 - 西晋に仕え、司隷校尉の地位にあった。

### 兄
- 裴武 - 字は文応。西晋に仕えた。永嘉の末年には乱を避けて平州へ逃れ、玄菟郡太守となったが、間もなく没した[1]。子は2人おり、裴開・裴湛といった。

### 甥
- 裴開 - 裴武の子。字は士先[2]。裴嶷と共に慕容部に帰順して慕容廆の股肱（側近）となった。子は3人おり、裴原・裴成・裴範といった。裴範の家系は唐の時代まで続き、多数の高官を輩出している。